# بلشینا
بلشینا (انگلیسی: Belshina) شرکت صنایع سنگین بلاروس است، که در سال ۱۹۶۳ تأسیس شد.